# Сафарян, Александр Виленович
Александр Виленович Сафарян (24 марта 1964, Ереван) — армянский тюрколог и педагог.

## Биография
Родился 24 марта 1964 года в Ереване. В 1981 г. с Золотой медалью окончил шк. 19 Еревана. В 1986 г. с отличием окончил факультет востоковедения, а в 1989 г. аспирантуру ЕГУ. В 1988-89 гг. проходил стажировку в Дамаске (Сирия). В 1990 г. работал помощником начальника и ученым секретарем Главного управления по охране и использованию памятников при Совмине АрмССР. В 1990-94 гг. был преподавателем, старшим преподавателем кафедры арабской и турецкой филологии ЕГУ (после реорганизации — кафедры туркологии ЕГУ). В 1994-95 гг. — начальник отделения референтов-переводчиков МО РА (уволен в запас в звании майора). С 1996 г. заведует кафедрой туркологии (после переименования — кафедрой тюркологии) ЕГУ. 
В 1995 г. защитил диссертацию «Григор Нарекаци и суфизм» в Институте востоковедения НАН РА. В 2004 г. присвоено учёное звание доцента по специальности языкознание, а в 2012 г. звание профессора по специальности история. Подготовил одиннадцать кандидатов наук.
С 2013 г. — действительный член Международной Академии Информатизации (Канада).
В 2017 г. участвовал в Международном литературном биеннале (в рамках цикла культурных мероприятий, посвященных ЭКСПО – 2017). Является редактором-составителем, соавтором послесловия и примечаний третьего издания произведений Махтумкули Фраги на армянском языке (Ереван, 2014), редактором и автором предисловия фундаментальной «Антологии казахской литературы» на армянском языке (Ереван, 2019), редактором, соавтором предисловия, примечаний и одним из переводчиков "Слов назидания" Абая на армянском языке (Ереван, 2020). 
Член редакционных советов журналов «Международные отношения. Армянский мир», «Арменоведческие исследования», «Иран-Намэ», серий научных трудов «Тюркологические и османистические исследования» (Институт Востоковедения НАН РА) и «Вопросы востоковедения» (ЕГУ), Международного научного журнала «Тюркологические исследования» (КФУ, Казань, Татарстан, РФ).

## Научные труды
Автор более ста научных и методических работ по тюркологии и истории востоковедения, которые были опубликованы на разных языках в Армении, Канаде, США, Германии, Франции, Нидерландах, Польше, Казахстане, Туркменистане, Иране, Российской Федерации. Соавтор первого учебника турецкого языка на армянском языке (пятое издание — 2013 г.).
- Зия Гекальп и «Основы тюркизма», Ереван, Издательство ЕГУ, 2012.(на арм. яз.)[6][7][8]
- Учебник турецкого языка (совместно с А.Согомоняном и Т.Локмагезяном), седьмое издание, Ереван, Издательство ЕГУ, 2021 (на арм. яз.).[9]
- Учебник османско-турецкого языка (совестно с А.Саргсян и Л.Саакян), Ереван, Издательство ЕГУ, 2016. (на арм. яз.)[10][11]
- Ziya Gökalp on National Education, «Iran and the Caucasus», vol.8.2, Brill, Leiden — Boston, 2004, pp. 219–229.[12]
- Armenie-Turquie: en finir avec le dernier mur de la honte, «France-Armenie», Tout sur l’Armenie, Hors Serie, Paris, 2006, pp. 284–285.
- On the History of Turkish Feminism, «Iran and the Caucasus», vol.11.1, Brill, Leiden — Boston, 2007, pp. 141–152.[13]
- Академик В. А. Гордлевский — о проблемах арменистики (совместно с Г.Меликяном), «Вопросы востоковедения», т.7, Издательство ЕГУ, Ереван, 2012, стр. 148—165.[14]
- Из истории армяно-казахских историко-культурных связей (предисловие) // Антология казахской литературы, ред.: В. Деврикян, Ал. Сафарян, Ереван, 2019, стр. 5-38.
- Послесловие к третьему изданию стихотворений Махтумкули Фраги (совместно с А.Симоняном), в кн. — Махтумкули Фраги, Избранные стихи (на арм. яз., ред. и сост. — В.Хастур и А.Сафарян), Ереван, «Артагерс», 2014.[15][16][17]
- Сафарян А.В., Саакян Л.С., Армяно-кыпчакские рукописи-источники изучения истории тюркских языков//Россия и тюрко-мусульманский мир: историко-культурные связи: материалы Международного научного симпозиума (Елабуга, 21-22 апреля 2016 г.), науч. ред.: З.С.Миннуллин, Э.К.Хабибуллина, Казань, изд. Казан.ун-та, 2017,  стр. 168-178.
- Сафарян А., Əділбаев Ж., ТМД елдерінiң түркітану орталықтары ынтымақтастығының келешегi туралы, Түркi әлемi және халықаралық байланыстар: тарих, тұлға, келешек, 26-27 мамыр 2017 жыл, Астана, 2017, б. 259-262.
- Сафарян А., Адилбаев Ж., Об армяно-казахских культурных связях и научном сотрудничестве между Арменией и Казахстаном// Хабаршы – Вестник,N 1 (110), ЕНУ им. Л.Н.Гумилева, Астана, 2016, стр. 113-118.
- А. Сафарян, Ж. Адилбаев, Н. Погосян, Незабываемые страницы истории изучения и популяризации творческого наследия великого узбекского поэта и гуманиста Алишера Навои в Армении и в Казахстане, Творческое наследие Алишера Навои и современность, Сборник докладов международной научной конференции, Москва, МГУ им. М.В. Ломоносова, 11-13 февраля, 2018г., стр. 8-11.
- Сафарян А.В., Сафарян А.А., О духовных ценностях и культурно-гуманитарном пространстве, объединяющем народы стран ЕАЭС // Армения в ЕАЭС: Евразийская экономическая интеграция в действии (Сборник статей), Ереван, 2018, стр. 83-95.
- Сафарян А.В., Галшоян С.М., О некоторых особенностях преподавания турецкого языка армянским студентам, «Вопросы востоковедения», т.13, Издательство ЕГУ, Ереван, 2017, 416-435.[18]
- Симонян А., Сафарян А., Об армяно-туркменских культурных связях и научно-образовательном сотрудничестве между Арменией и Туркменистаном, Armenological Issues, 1(16), YSU Press, Yerevan, 2019, pp. 226-235.
- Л. Саакян, А. Сафарян, Д. Айрапетян, О проблемах «системы миллетов» и статуса «армянского миллета» в Османской империи // Armenological Issues, 3 (18), YSU Press, Yerevan, 2019, pp. 79-90.
- Симонян А., Сафарян А., О научно-образовательном сотрудничестве между Арменией и Казахстаном: реалии и перспективы // Armenological Issues, 3 (21), YSU Press, Yerevan, 2020, pp. 3-11.

## Награды
- Медаль «Magtymguly Pyragy» (Туркменистан, 2014)[19][20]
- Благодарность Президента Республики Казахстан (2021)[21][22][23]
- Медаль «30 лет Независимости Республики Казахстан» (2021)
- Медаль «Абай» (2022) [24]
- Золотая медаль ЕГУ (1999)
- Памятная медаль ЕГУ (2014)
- Серебряная медаль ЕГУ (2019)